# Notozomus rentzi
Notozomus rentzi är en spindeldjursart som beskrevs av Harvey 1992. Notozomus rentzi ingår i släktet Notozomus och familjen Hubbardiidae. Inga underarter finns listade i Catalogue of Life.